# Arctosa brevialva
Arctosa brevialva är en spindelart som först beskrevs av Pelegrín Franganillo Balboa 1913.  
Arctosa brevialva ingår i släktet Arctosa och familjen vargspindlar. Artens utbredningsområde är Spanien. Inga underarter finns listade i Catalogue of Life.